# ابراهیم اردوبادی

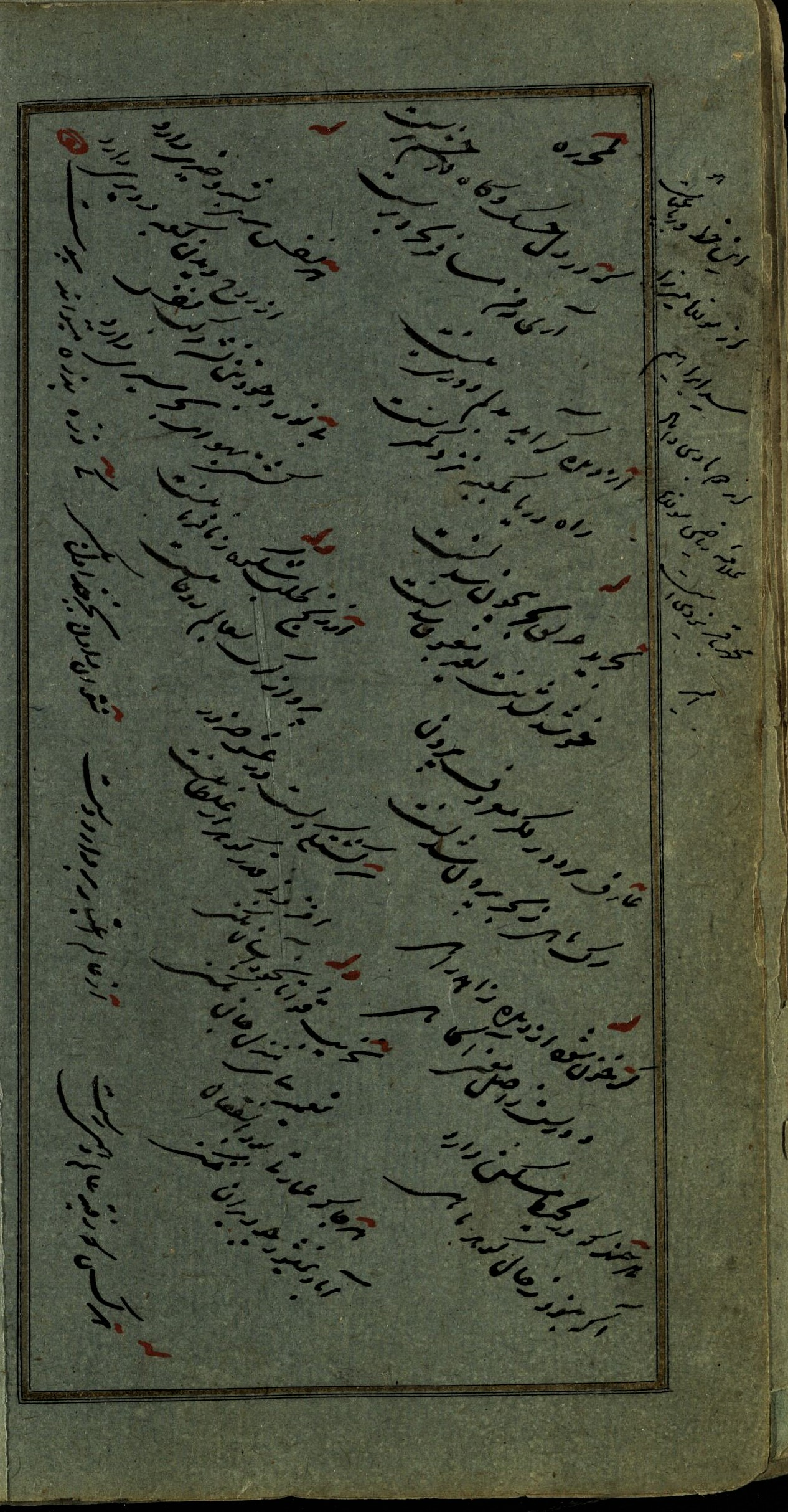
شعری از ابراهیم اردوبادی در جُنگ میرزا محمد فیاض سبزواری

ابراهیم اردوبادی شاعر پارسی گوی سدهٔ یازدهم قمری، سدهٔ هفدهم میلادی و از سادات آذربایجان و داماد ریاضی‌دان معروف آن دوران، محمدباقر یزدی بود. دیوان مستقلی از اردوبادی در دست نیست. اما در تذکره‌ها چند رباعی به نام وی با مضامین عرفانی وجود دارد.

## زندگی
ابراهیم اردوبادی در میانهٔ عمر حدود ۱۰۴۰ قمری، ۱۶۳۰ میلادی به هندوستان رفت و به دربار شاه جهان راه یافت و عهده دار تربیت و تدریس فرزندان جعفرخان وزیر شاه جهان گردید. وی پس از چندی به مال و ثروت فراوان رسید اما پس از مدتی دل از تعلقات دنیایی برید و به صوفیگری روی آورد. اردوبادی به ایران بازگشت و در اصفهان مسکن گزید.